# Condado de Alacha
El condado de Alacha es un título nobiliario español creado el 10 de mayo de 1466 en el reino de Sicilia, por el rey de Aragón Fernando el Católico a favor de Enrique Lili y Hurtado de Mendoza, General de los Ejércitos, Gobernador de Siracusa.
Este título siciliano fue transmitiéndose de generación en generación durante más de cuatrocientos años hasta que en 1863 fue reconocido como título de España en la persona de Resurrección Miguel de Lili-Idiáquez y Zuloaga, a la sazón XI conte di Alacha, que se convirtió así en el I conde de Alacha.

## Condes de Alacha
|                                     | Titular                                                | Periodo                             |
| Creación por Fernando el Católico   | Creación por Fernando el Católico                      | Creación por Fernando el Católico   |
| Contes di Alacha (Título siciliano) | Contes di Alacha (Título siciliano)                    | Contes di Alacha (Título siciliano) |
| ----------------------------------- | ------------------------------------------------------ | ----------------------------------- |
| I                                   | Enrique Lili y Hurtado de Mendoza                      | 1466- ?                             |
| .                                   | .                                                      |                                     |
| Rehabilitación por Isabel II        |                                                        |                                     |
| Condes de Alacha (Título español)   |                                                        |                                     |
| I                                   | Resurrección Miguel de Lili-Idiáquez y Zuloaga         | 1863- ?                             |
| II                                  | María de los Dolores de Lili e Irazábal                | 1887-1915                           |
| III                                 | María Luisa de Lili e Irazábal                         | 1915- ?                             |
| IV                                  | Pilar Lili e Irazábal                                  | ? - ?                               |
| V                                   | María Luisa Lili-Idiáquez e Irázabal                   | 1916- ?                             |
| VI                                  | Agustín Fernando Sáinz de Incháustegui y García Moreno | ? -1968                             |
| VII                                 | Fernando Sáinz de Inchaustegui e Irala                 | 1970- ?                             |
| VIII                                | Fernando María Sáinz de Inchaústegui e Ybarra          | 1991-2004                           |
| IX                                  | María Teresa Sainz de Inchaústegui y Paternina         | 2004-actual titular                 |

## Historia de los condes de Alacha
- Resurrección Miguel de Lili-Idiáquez y Zuloaga (1817-1856), XI conte di Alacha (título siciliano), I conde de Alacha.

1. Casó con Celestina de Irazábal y Urreiztieta.

Le sucedió en 1887 su hija:
- María de los Dolores de Lili e Irazábal (1853-1915), II condesa de Alacha.

Le sucedió en  1915 su hermana:
- María Luisa de Lili e Irazábal (1856-  ?  ),III condesa de Alacha.

Le sucedió:
- Pilar Lili e Irazábal (n. en 1862), IV condesa de Alacha.

Le sucedió en 1916:
- María Luisa Lili-Idiáquez e Irázabal, V condesa de Alacha.

Le sucedió:
- Agustín Fernando Sáinz de Incháustegui y García Moreno (1884-1968), VI conde de Alacha, VI marqués del Real Socorro.

1. Casó con Marta Dolores Irala y Martínez del Villar.

Le sucedió en 1970:
- Fernando Sáinz de Inchaustegui e Irala, VII conde de Alacha, marqués del Real Socorro, caballero divisero del Antiguo e Ilustre Solar de Tejada.[2]

1. Casó con María de Ybarra y Zayas.

Le sucedió en 1991:
- Fernando María Sáinz de Inchaústegui e Ybarra (f. en 2004), VIII conde de Alacha, caballero divisero del Antiguo e Ilustre Solar de Tejada.

1. Casó con María del Carmen Paternina y Ulargui

Le sucedió en 2004:
- María Teresa Sainz de Inchaústegui y Paternina, IX condesa de Alacha, dama divisera del Antiguo e Ilustre Solar de Tejada.

1. Casada con Íñigo Payás Solaeche.